# Семь гор Бергена
Семь Гор Бергена (норв. De syv fjell) окружают центр города Берген (Хордаланн, Норвегия). Горная группа включает в себя разное количество гор. В неё обязательно входят горы Ульрикен (норв. Ulriken, самая высокая, высота 643 м. над уровнем моря), Флёйен (норв. Fløyen), Лёвстаккен (норв. Løvstakken) и Дамсгорсфьеллет (норв. Damsgårdsfjellet). Остальные три горы выбираются среди гор Людерхурн (норв. Lyderhorn), Саннвиксфьеллет (норв. Sandviksfjellet), Бломанен (норв. Blåmanen), Руннеманнен (норв. Rundemanen), и Аскёйфьеллет (норв. Askøyfjellet). Горная ассоциация пешего туризма Бергена, которая организует ежегодную экскурсию по 7 горам относит к их числу: Людерхурн, Дамсгорсфьеллет, Лёвстаккен, Ульрикен, Флёйен, Руннеманнен, Саннвиксфьеллет. То, какие горы принадлежат к данной группе, неясно, из-за её происхождения, основанного на мифическом статусе цифры семь), и факта того, что несколько из гор — часть одного и того же горного массива.